# Fällforssjön (Bygdeå socken, Västerbotten)
Fällforssjön är en sjö i Robertsfors kommun i Västerbotten och ingår i Dalkarlsåns huvudavrinningsområde. Sjön har en area på 0,169 kvadratkilometer och ligger 78 meter över havet.

## Delavrinningsområde
Fällforssjön ingår i det delavrinningsområde (712092-173609) som SMHI kallar för Ovan Högforsån. Medelhöjden är 83 meter över havet och ytan är 27,76 kvadratkilometer. Räknas de 8 avrinningsområdena uppströms in blir den ackumulerade arean 89,8 kvadratkilometer. Avrinningsområdets utflöde Dalkarlsån mynnar i havet. Avrinningsområdet består mestadels av skog (76 procent). Avrinningsområdet har 0,17 kvadratkilometer vattenytor vilket ger det en sjöprocent på 0,6 procent.